# 大兴镇 (永善县)
大兴镇，是中华人民共和国云南省昭通市永善县下辖的一个乡镇级行政单位。

## 行政区划
大兴镇下辖以下地区：
大兴村、鲁机村、梨园村、骆丘村、核桃村、马坡村、金沙村和河口村。

## 中国传统村落
2013年8月，大兴村驿马一社被评为第二批中国传统村落。